# 垣野内成美
垣野内 成美（かきのうち なるみ、本名 : 平野 成美（ひらの なるみ）、1962年3月21日 - ）は、日本の女性漫画家、アニメーター、作画監督、アニメ監督。大阪府出身。
高校卒業後、アニメーターの湖川友謙が主宰する作画スタジオ・ビーボォーに入社する。同社を退社した後はイオ、アートランド、AICなどのスタジオでアニメーターとして数多くのテレビシリーズ、OVA作品の原画・作画監督を務めた。『吸血姫美夕』ではキャラクターデザイナーのほか、漫画家としてもデビュー。華麗な絵に人気があり、漫画やアニメ以外にイラストやキャラクターデザインでも活躍している。
夫のアニメーター・アニメ監督の平野俊貴はイオ時代からの同僚でもあり、『吸血姫美夕』シリーズの制作開始後に垣野内と結婚したため、同作は夫婦共同制作作品となった。
漫画の仕事に専念していた時期を経てアニメーターに復帰した後は、本名の平野成美名義も併用している。

## 略歴
- 1980年 - 『伝説巨神イデオン』の動画でデビュー[1]。なお、1981年の『百獣王ゴライオン』の動画でデビューと語っている資料も存在する[3]。
- 1988年 - キャラクターデザイン・絵コンテ・作画監督を務めたOVA『吸血姫美夕』で注目を浴びる。
  - 同年3月 - 漫画『吸血姫美夕』の連載を漫画雑誌『サスペリア』4月号から開始し、漫画家としてデビュー。
- 1990年 - OVA『緑野原迷宮』で監督デビュー。監督の他にも、キャラクターデザイン・シナリオ・絵コンテ・作画監督の4役を務めた。
- 2014年 - 2002年のテレビアニメ『奇鋼仙女ロウラン』以降、漫画の仕事に専念していたが、12年ぶりに『とある飛空士への恋歌』でアニメーターへ復帰した。

## アニメ作品

### テレビアニメ
- 伝説巨神イデオン（1980年、動画[1]）
- 百獣王ゴライオン（1981年、動画[3]）
- 超時空要塞マクロス（1982年、19話・26話作画監督補佐、4話・7話・12話・19話・26話・31話・36話原画）
- 魔法のプリンセス ミンキーモモ（1982年、10話・15話原画）
- Dr.スランプ アラレちゃん（1983年、3話・5話動画・52話原画）
- うる星やつら（1983年、動画[1]・91話・108話・113話原画）
- プラレス3四郎（1983年、28話原画）
- タオタオ絵本館（1983年、原画[3]）
- ふしぎなコアラブリンキー（1984年、12話・16話原画）
- 忍者戦士飛影（1985年、25話・41話作画監督）
- 魔法のスターマジカルエミ（1985年、34話作画監督）
- 魔法のアイドルパステルユーミ（1986年、25話作画監督）
- きまぐれオレンジ☆ロード（1987年、1話 - 19話OP・ED）
- 吸血姫美夕（1998年、原作・キャラクター原案・OP・25話原画）
- 奇鋼仙女ロウラン（2002年、OP原画）
- とある飛空士への恋歌（2014年、6話作画監督・1話・12話・13話原画）
- 黒子のバスケ（第2期）（2014年、40話第二原画）[注 1]
- ニセコイ（2014年、5話第二原画）[注 1]
- デート・ア・ライブII（2014年、1話作画監督補佐・4話・6話・7話作画監督・ED原画）
- メカクシティアクターズ（2014年、9話第二原画）[注 1]
- 精霊使いの剣舞（2014年、OP・8話絵コンテ）
- アルドノア・ゼロ（2014年、2015年、3話・14話作画監督）
- 戦国BASARA Judge End（2014年、8話作画監督）
- 俺、ツインテールになります。（2014年、ED原画・4話作画監督補佐）[注 1]
- PSYCHO-PASS サイコパス 2（2014年、3話作画監督）
- 白銀の意思 アルジェヴォルン（2014年、17話作画監督補佐・22話作画監督・22話原画）
- 繰繰れ! コックリさん（2014年、10話絵コンテ・原画、12話原画）
- 新妹魔王の契約者（2015年、OP原画・2話作画監督補佐）[注 1]
- ハイスクールD×D BorN（2015年、10話絵コンテ）
- 城下町のダンデライオン（2015年、ED原画）[注 1]
- 櫻子さんの足下には死体が埋まっている（2015年、ED原画）
- ルパン三世 PART IV（2015年、8話作画監督）
- アクティヴレイド -機動強襲室第八係-（2016年、9話・11話作画監督）
- ハイスクール・フリート（2016年、1話作画監督）
- アクティヴレイド -機動強襲室第八係- 2nd（2016年、1話作画監督）[注 1]
- TRICKSTER -江戸川乱歩「少年探偵団」より-（2016年、OP原画、1話作画監督・原画、5話作画監督・原画、10話作画監督・プロップデザイン・原画、ED2構成・作画、13話原画、19話作画監督・原画、24話作画監督・原画）
- ReLIFE（2018年、17話作画監督）
- メガロボクス（2018年、4話原画）
- ルパン三世 PART5（2018年、5話作画監督・原画、7話原画）
- ルパン三世 グッバイ・パートナー（2019年、作画監督・原画）
- ルパン三世 PART6（2021年 - 2022年、OP作画、1話・2話・13話原画）

### 劇場アニメ
- 伝説巨神イデオン 接触編／発動編（1982年、アニメーター）
- クラッシャージョウ（1983年、第二原画）[1]
- 超時空要塞マクロス 愛・おぼえていますか（1984年、作画監督補佐）
- 宇宙戦艦ヤマト2199 星巡る方舟（2014年、作画監督）
- ずっと前から好きでした。〜告白実行委員会〜（2016年、絵コンテ）

### OVA
- メガゾーン23（1985年、原画・作画監督）
- くりいむレモン いけないマコちゃん MAKO・セクシーシンフォニー（1985年、原画・作画監督）[注 2]
- 戦え!!イクサー1（1985年、原画）
- コスモス・ピンクショック（1986年、原画）
- 戦え!!イクサー1 ACT II イクサーΣの挑戦（1986年、原画・作画監督）
- MAKING OF ICZER-1 デイドリーム（1986年、作画）
- 戦え!!イクサー1 ACT III 完結編（1987年、原画・作画監督）
- 大魔獣激闘 鋼の鬼（1987年、原画）
- 破邪大星ダンガイオー（1987 - 1989年、1話・3話原画、OP・ED原画、1話作画監督補）
- 吸血姫美夕（1988年 - 1989年、1 - 4話キャラクターデザイン・絵コンテ・作画監督）
- 冒険!イクサー3（1990年 - 1991年、OP、4話・6話原画）
- 緑野原迷宮（1990年、監督・キャラクターデザイン・シナリオ・絵コンテ・作画監督・特別出演）
- ねこねこ幻想曲（1991年、キャラクターデザイン）
- エンゼルコップ（1994年、6話原画）

### 自主制作作品
- DAICON IV OPENING ANIMATION（1983年、原画[4]）

## 著作

### 漫画
- 吸血姫美夕（『サスペリア』1988年 - ）
  - 妖しの時間（『サスペリア』1988年4月号）
  - 絵本に眠る少女たち（『サスペリア』1988年7月号）
  - 神魔レムレス（『サスペリア』1988年10月号）
  - 百合（『サスペリア』1989年1月号）
  - 覚醒（『サスペリア』1989年4月号）
  - 闇の舞姫（『サスペリア』1989年6月号）
  - 海がさらった宝石（『サスペリア』1997年10月号・11月号）
  - 人形の森（『サスペリア』1997年12月号・1998年1月号）
  - 鳥が啼く時（『サスペリア』1998年2月号・3月号）
  - 冷羽登場!（『サスペリア』1998年4月号）
  - 幻影城（『サスペリア』1998年5月号）
  - リリス（『サスペリア』1998年6月号）
  - 鏡よ鏡（『サスペリア』1998年7月号）
  - 追跡人（『サスペリア』1998年8月号 - 12月号）
  - 桜の樹の下で（『サスペリア』1999年1月号・2月号）
  - れおな（『サスペリア』1999年3月号）
  - 花人形（『サスペリア』1999年4月号）
  - 恋告草（『サスペリア』1999年5月号）
  - 深竹の子守唄（『サスペリア』1999年6月号）
  - 半夏生の館（『サスペリア』1999年7月号 - 8月号）
  - 灯し火渡る橋（『サスペリア』1999年9月号 - 10月号）
  - 金色の瞳の記憶（『サスペリア』1999年11月号）
  - あの娘はだーれ?（『サスペリア』1999年12月号）
  - 喜綺（『サスペリア』2000年1月号 - 3月号）
  - 喜綺の涙（『サスペリア』）
  - 冷羽の怒り（『サスペリア』）
  - 氷の微笑（『サスペリア』）
  - 新たなる敵（『サスペリア』）
  - 大陸へ（『サスペリア』）
  - ミンナイッショデ（『サスペリア』）
  - ユメの宴（『サスペリア』）
- 吸血姫夕維
- 吸血姫夕維 香音抄（『サスペリアミステリー』）
- マーメイドトリップ - 原作：平野俊弘
- コードネームはCharmer
- 新・吸血姫美夕 - 原作：平野俊弘（『サスペリア』・『学園ミステリー』）
- MOON PRINCESS
- MOON PRINCESS -Red Moon-
- 午後3時の魔法（『月刊アフタヌーン』1993年 - ）
- 面幻想
- マスク -Le Masque-
- DAHLIA THE VAMPIRE
- THE WANDERER
- 恋水蓮
- 格闘小娘JULINE（『Amie』1997年2月号 - 1998年クリスマス特別号）
- 風雲三姉妹LIN3（『月刊マガジンZ』） - 原作：平野俊貴
- 新・風雲三姉妹 特Lin（『月刊マガジンZ』） - 原作：平野俊貴
- チャイナ・ブルーJASMINE
- 歌姫Fight!
- Keep Trust -信頼の絆-
- Snow Sugar
- 異星学園エリスターズ
- 薬師寺涼子の怪奇事件簿（『月刊マガジンZ』→『月刊アフタヌーン（2009年5月号より）』） - 原作：田中芳樹
- ルビー・ブラッド
- レイスイーパー・レイスイーパーCROSS（『月刊少年ファング』→『月刊コミックラッシュ』）
- 吸血姫 ヴァンパイア・プリンセス（『FlexComixフレア』）- 原作：平野俊弘
- Fairy Jewel（『電撃コミック ジャパン』）
- 〜rebirth〜 キレイの魔法 - シュウウエムラアトリエ開設50周年記念デジタルコミック
- 吸血姫美夕 朔（『チャンピオンクロス』→『マンガクロス（2018年7月10日より）』） - 原作：平野俊弘
- 悪魔学校にかよう落ちこぼれ最強聖女がこの世の正義を全否定（『マンガクロス』） - 原作：サイトウケンジ

### 挿絵
- 恋少女は名探偵（織田加絵）
- アイラブユーは聴こえない 恋少女は名探偵2（織田加絵）
- 恋人ゲーム 恋少女は名探偵3（織田加絵）
- 鏡の中のあたしへ…（相原真理子）
- 長い長い夜の魔法（相原真理子）
- 失われた恋の物語（相原真理子）
- 坂の家の秘密（相原真理子）
- 魔天楼 薬師寺涼子の怪奇事件簿（田中芳樹）
- 東京ナイトメア 薬師寺涼子の怪奇事件簿（田中芳樹）
- 巴里・妖都変 薬師寺涼子の怪奇事件簿（田中芳樹）
- クレオパトラの葬送 薬師寺涼子の怪奇事件簿（田中芳樹）
- 黒蜘蛛島 薬師寺涼子の怪奇事件簿（田中芳樹）
- 夜光曲 薬師寺涼子の怪奇事件簿（田中芳樹）
- 霧の訪問者 薬師寺涼子の怪奇事件簿（田中芳樹）
- 水妖日にご用心 薬師寺涼子の怪奇事件簿（田中芳樹）
- 魔境の女王陛下 薬師寺涼子の怪奇事件簿（田中芳樹）
- 海から何かがやってくる 薬師寺涼子の怪奇事件簿（田中芳樹）
- ガール（図子慧）
- エンジェル・アイズ 精霊王国（渡邊由自）
- 揺れる眼差し（赤木理絵）
- リフレイン（沢村凛）

### イラスト集等
- 『くりいむレモン PART7 MAKO・セクシーシンフォニー』（発行：創映新社／発売：ABC出版、1985年12月10日初刷）ISBN 4-900387-24-X
- 『くりいむレモン PART12 MAKO・セクシーシンフォニー』（発行：創映新社／発売：ABC出版、1986年5月1日初版）ISBN 4-900387-32-0
- 『くりいむレモン ツイン・シリーズ3 MAKO編』（発行：徳間ジャパン／発売：徳間コミュニケーションズ、1986年12月25日初刷）ISBN 4-924678-32-5
- 『吸血姫美夕 FILM COLLECTION 上』（秋田書店、1992年8月30日初版発行）ISBN 4-253-10270-0
- 『吸血姫美夕 FILM COLLECTION 下』（秋田書店、1992年10月30日初版発行）ISBN 4-253-10271-9
- 『垣野内成美イラスト集 吸血姫美夕』（秋田書店〈ホラーコミックススペシャル〉、1998年4月20日初版発行）ISBN 4-253-12914-5
- 『フィルム・ストーリー① 吸血姫美夕 壱』（テレビアニメ版第一話から第三話までを収録、続刊はなし、 秋田書店、1998年1月30日初版発行）ISBN 4-253-13004-6
- Win&Mac対応ハイブリッドCD-ROM『続初恋物語〜修学旅行〜 公式デジタル原画集』（徳間書店〈トクマ・インターメディア・ムック〉、1999年11月25日発売）ISBN 4-19-820112-9
- 『Flawless 薬師寺涼子の怪奇事件簿イラスト集』（講談社、2006年8月28日第1刷発行）ISBN 4-06-364669-6

### その他
- 週刊新マンガ日本史 第27号「出雲阿国」（2011年 朝日新聞出版）

## CD（海外）アート
- 『EVERYTHING』（Fluke Beauty、アメリカ）

## ゲーム
- アークスII - キャラクターデザイン・原画（PC-8801版・PC-9801版・X68000版・MSX2版）
- 続 初恋物語 〜修学旅行〜 - キャラクターデザイン（PC-FX版・PS版・SS版（SS版は18歳以上推奨））
- クリックまんが オペラ座の怪人（PS版・Windows版）
- 吸血姫夕維 〜千夜抄〜 初回限定版（PS2版・Windows版）